# Paranormal Activity 3
Paranormal Activity 3 ist ein US-amerikanischer Horrorfilm aus dem Bereich des Übernatürlichen aus dem Jahr 2011 unter der Regie von Henry Joost und Ariel Schulman.
Es ist der dritte Film der Paranormal Activity-Reihe und dient als ein Prequel. Er spielt 18 Jahre vor den Ereignissen der ersten zwei Filme. Die deutsche Veröffentlichung erfolgte am 21. Oktober 2011.
Bei seiner Veröffentlichung brach der Film finanzielle Rekorde, indem er einen für Horrorfilme neuen Höchstwert von 8 Millionen Dollar Einspielergebnis in der Mitternachtspremiere erzielte. Auch die 26,2 Millionen Dollar, die der Film am ersten Vorstellungstag einspielte, stellten in den Vereinigten Staaten einen neuen Rekord auf.

## Handlung
Im Haus des jungen Paares Julie und Dennis gibt es mysteriöse, unerklärbare Vorkommnisse: undefinierbare Geräusche, jemand betätigt Lichtschalter, Dinge bewegen sich. Um eine Erklärung zu finden, beginnt Dennis bestimmte Bereiche des Hauses rund um die Uhr zu filmen. Da Dennis beruflich Hochzeitsvideos erstellt, kann er auf eine beträchtliche Anzahl Kameras und weiteres Equipment zurückgreifen. Bereits die Aufnahme der ersten Nacht fördert nächtliche Aktivitäten der etwa sechsjährigen Kristi zutage: Sie redet mit ihrem imaginären Freund Toby. Dennis wertet das Filmmaterial mit seiner Stieftochter aus und erfährt so Näheres über Tobys äußeres Erscheinungsbild. Worüber Kristi mit Toby redet, darf sie Dennis allerdings nicht erzählen, ansonsten bekäme sie großen Ärger. Eine beträchtliche Anzahl von Spukszenarien wird in der Folgezeit aufgezeichnet. Der Wandschrank des Kinderzimmers erweist sich dabei als Quelle der paranormalen Aktivitäten. Dennis findet im Innern der Kammer ein magisches an die Wand gekritzeltes Zeichen. Er beauftragt seinen Kumpel Randy, Material aus der Bücherei für diesbezügliche Recherchen zu besorgen.
Eines Nachts steht Kristi mehr als eine Stunde lang im Schlafzimmer ihrer Eltern und beobachtet sie fast regungslos beim Schlafen.
Aus ihrem anschließenden Monolog lässt sich schließen, dass sie Toby zukünftig den Gehorsam verweigert und nicht mehr mit ihm sprechen wird. Am nächsten Morgen fahren Julie und Dennis mit Tochter Kristi zum Arzt, da sie hohes Fieber hat. Randy soll in der Zeit auf Kristis achtjährige Schwester Katie aufpassen. Katie will mit ihm „Bloody Mary“ spielen. Sie schließen sich im Waschraum der oberen Etage ein, löschen das Licht und flüstern dreimal „Bloody Mary“. Laut Katies Aussage werde nun voraussichtlich ein Toter erscheinen. Stattdessen entsteht im stockdunklen Raum ein kurzer Tumult. Randy schaltet das Licht wieder ein und bemerkt eine große Schramme unter seinem Hemd. Jetzt wird ihm bange. Zudem wird kurz darauf mit großem Getöse von außen an der Badezimmertür gerüttelt. Nun bekommt auch Katie panische Angst.
Eine unsichtbare Macht, vermutlich Toby, greift Katie in den nächsten Tagen mehrfach an – sie wird brutal an den Haaren gepackt, sie wird über den Boden geschleift, etwas stellt sich ihr in den Weg oder pustet ihr ins Gesicht – bis Kristi ihrem imaginären Freund Toby verspricht, seine (dem Zuschauer zu jeder Zeit verborgenen) Forderungen zu erfüllen. Kristi möchte nicht länger im Haus bleiben und bettelt bei nächster Gelegenheit, sie wolle die Oma besuchen. Julie verweigert ihrer Tochter diese Bitte mit der Begründung, es gäbe keinen Geist. Als danach sämtliche Küchenutensilien von der Decke fallen, gibt es auch für Julie kein Halten mehr.
Bei Großmutter Lois ergeht es ihnen aber auch nicht besser. Hier spitzt sich die Lage sogar zu. Nachts von lauten Geräuschen vor und im Haus geweckt, will Julie ihre Mutter zur Rede stellen. Sie verlässt das Zimmer und lässt Dennis allein. Dieser wartet unruhig und merkt nicht, dass Lois kurzzeitig stumm hinter ihm steht. Dennis durchsucht das Haus, Julie und die Mädchen sind unauffindbar. Die Bilder im Haus wurden von der Wand genommen und gezeichnete magische Zeichen wurden dahinter sichtbar. Dennis sieht die Silhouette von Lois hinter einer Gardine. Im angrenzenden Gerätehaus findet ein Séance-artiges Treffen von etwa einem halben Dutzend betagter Frauen statt, die mit stummem Unbehagen und lethargischen Bewegungen auf Dennis’ Hereinplatzen reagieren. Dennis flüchtet zurück ins Haus und sieht Julie leblos auf dem oberen Treppenabsatz in der Luft schwebend. Toby wirft Julie auf Dennis, beide fallen die Treppe herunter. Nun findet Dennis erst Kristi und später auch Katie, die verstört an der Treppe hockt, den Blick auf ihre tote Mutter gerichtet. Sie stößt Dennis mit einer dämonischen Gebärde zu Boden und flüchtet. Während Dennis nur noch über den Boden kriechen kann, erscheint Großmutter Lois im Raum. Während sie Dennis regungslos anschaut, bricht Toby ihm das Rückgrat. Lois führt anschließend beide Mädchen die Treppe hinauf in den oberen Bereich des Hauses. Kristi fordert Toby mit lieblicher Stimme auf, ihnen zu folgen.

## Kritiken
„Ohne drastische Effekte, aber ebenso ohne überzeugend inszenierte Angstszenarien sucht der Film seine Spannung in einer ausgesprochen schlichten Geisterbahn-Dramaturgie, die ihren Grusel vor allem aus dem Warten auf vorhersehbare Schockmomente generiert.“

„Paranormal Activity 3 wird kaum neue Freunde gewinnen, aber hält die bestehende Fangemeinde gut bei Laune. Der Film erscheint etwas polierter als seine Vorgänger und schielt etwas stärker Richtung “normaler” Horror, doch im Grunde bleibt es erneut bei der zugleich kuriosen und verdammt effektiven Mischung aus statischer Langeweile, hysterischem Herumgewackel und kaum merkbaren “haunted house”-Rumplern, die jederzeit zu saftigen Schocks werden können.“

„Mit 52 Millionen Dollar am ersten Wochenende hat „Paranormal Activity 3“ den Rekord von Teil 2 noch einmal übertroffen – und gänzlich unverdient ist dieser Erfolg auch nicht: Die Regisseure Henry Joost und Ariel Schulman machen eine Menge richtig und setzen erneut auf jene einfachen, aber effektiven Schockeffekte, die das Publikum mit schöner Regelmäßigkeit kreischend aus seinen Sitzen springen lassen.“

## Fortsetzung
Im Januar 2012 kündigte Paramount an, es werde einen vierten Film der Reihe geben. Die Regie übernahmen wieder Henry Joost und Ariel Schulman. Die Filmarbeiten begannen im späten Juni. Die Veröffentlichung erfolgte in Deutschland am 18. Oktober 2012.

## Trivia
Der Drehbuchautor des Films, Christopher B. Landon, ist der Sohn des Schauspielers Michael Landon, der einem breiten Publikum aus den Fernsehserien Bonanza, Unsere kleine Farm und Ein Engel auf Erden bekannt ist.